# Reformierte Kirche Walchwil

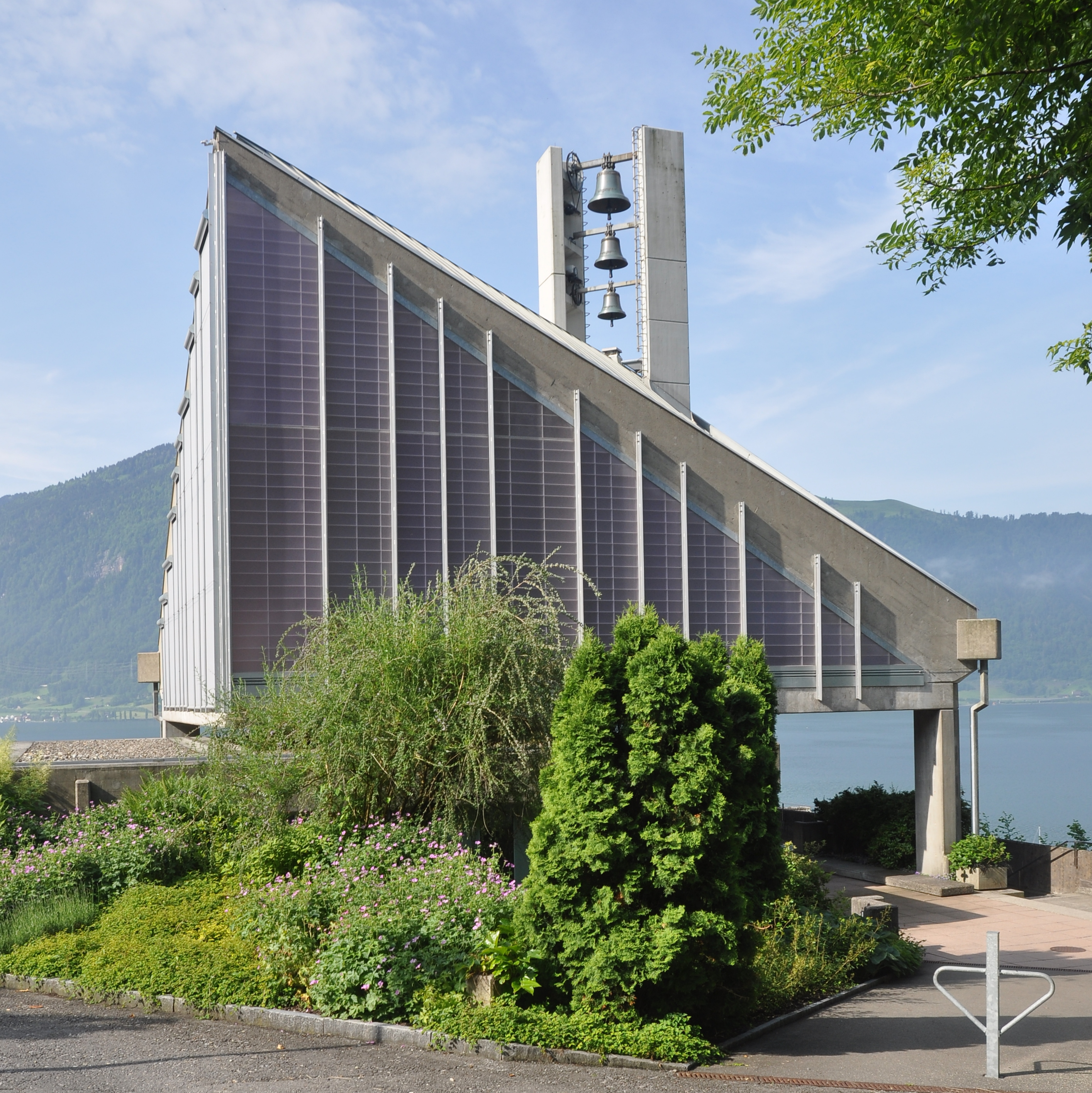
Reformierte Kirche Walchwil

Die Reformierte Kirche Walchwil ist ein Kirchengebäude der Evangelisch-reformierten Kirchgemeinde des Kantons Zug am Waldeggweg in Walchwil. Die 1964 eingeweihte kristalline Sichtbetonkirche steht seit 1998 unter Denkmalschutz. Unter den reformierten Kirchenbauten des Kantons Zug erregte die Walchwiler Kirche in der Fachwelt das grösste Interesse. Die von Hans-Peter Ammann entworfene Kirche gilt als «Pionierbau»; Franz Füeg entwickelte Ammanns Konzept der durchscheinenden, die Fenster ersetzenden Fassaden bei der Piuskirche in Meggen weiter.

## Geschichte
Die reformierte Gemeinde in Walchwil ist klein. Auswärtige Pfarrer hielten seit 1918 an wechselnden Orten Gottesdienste, zu denen sich zunächst etwa zehn Personen einfanden. Bei der Volkszählung 1960 gab es in Walchwil 141 reformierte Einwohner, bei einer Gesamteinwohnerzahl von 1'400 Personen. 1964 erhielt Walchwil eine halbe Pfarrstelle.
Der Bau einer reformierten Kirche in Walchwil wurde möglich, als die Eheleute Albert Walder und Martha Walder-Linder der Kirchgemeinde 1956 das Baugrundstück mit der Auflage schenkten, dort binnen 10 Jahren eine Kirche zu errichten. Dazu standen nun 1'018 Quadratmeter in markanter landschaftlicher Lage zur Verfügung, auf einer Geländerippe des Zugerberges, steil abfallend zum Ufer des Zugersees. Der Baugrund reduzierte sich durch zu respektierende Strassen- und Wegerechte auf 670 Quadratmeter.
Die Jury des Projektwettbewerbs entschied sich am 22. Dezember 1960 für den Entwurf des jungen Zuger Architekten Hans-Peter Ammann. Dieser hielt sich zu Studienzwecken in São Paulo auf und kehrte nun nach Zug zurück, um gemeinsam mit dem Ingenieurbüro Harald Luchsinger seinen Kirchenentwurf zu realisieren.
Nach dem ersten Spatenstich am 22. September 1962 und der Aufhängung der Glocken am 14. März 1964 wurde die neue Kirche am 23. August 1964 von der Gemeinde in Gebrauch genommen.
Die Baumaterialien waren für die 1960er Jahre typisch: Sichtbeton, «Wasiplatten» aus Kunstharz (ein Produkt der Flugzeugwerke Altenrhein), verzinkte Stahlprofile und dunkelbraune Keramik-Bodenplatten. In ihrer exponierten Lage am Seeufer heizte sich die Kirche im Sommer stark auf und war im Winter unzureichend gegen Kälte geschützt, auch liess sich der Kirchenraum schlecht entlüften. Eine Reihe von kleineren Renovierungen war erforderlich, aber in den 1990er Jahren wurde erkennbar, dass die «Wasiplatten» der Fassade sich zersetzten. Nach der Unterschutzstellung als Baudenkmal des Kantons Zug 1998 stand deshalb eine Gesamtrestaurierung an. Die «Wasiplatten» stellten ein besonderes Problem dar. Waren sie in den 1960er Jahren graublau gewesen, so erschienen sie mittlerweile für den Betrachter im Kirchenraum wie Japanpapier: warmgelb und mit einer Faserstruktur. Industriell wurden sie längst nicht mehr hergestellt. Der Architekt Gilbert L. Chapuis gewann die Firma Scobalit dafür, eigens für die Kirchenrenovierung Werkbahnen zur Produktion von Polyester-Paneelen neu einzurichten. So präsentiert sich die Kirche nach Abschluss der Renovierung mit dem ursprünglichen graublauen Farbklima. Die Dachflächen, deren Kunstharzanstrich undicht geworden war, wurden mit einer isolierenden Haut aus Kupferblech überzogen, die sich dem Betrachter nicht aufdrängt; die Isolationsverglasung im Erdgeschoss ist gleichfalls unauffällig. Am 9. April 2000 wurde der Abschluss der Restaurierung mit einem Festgottesdienst gefeiert.

## Beschreibung

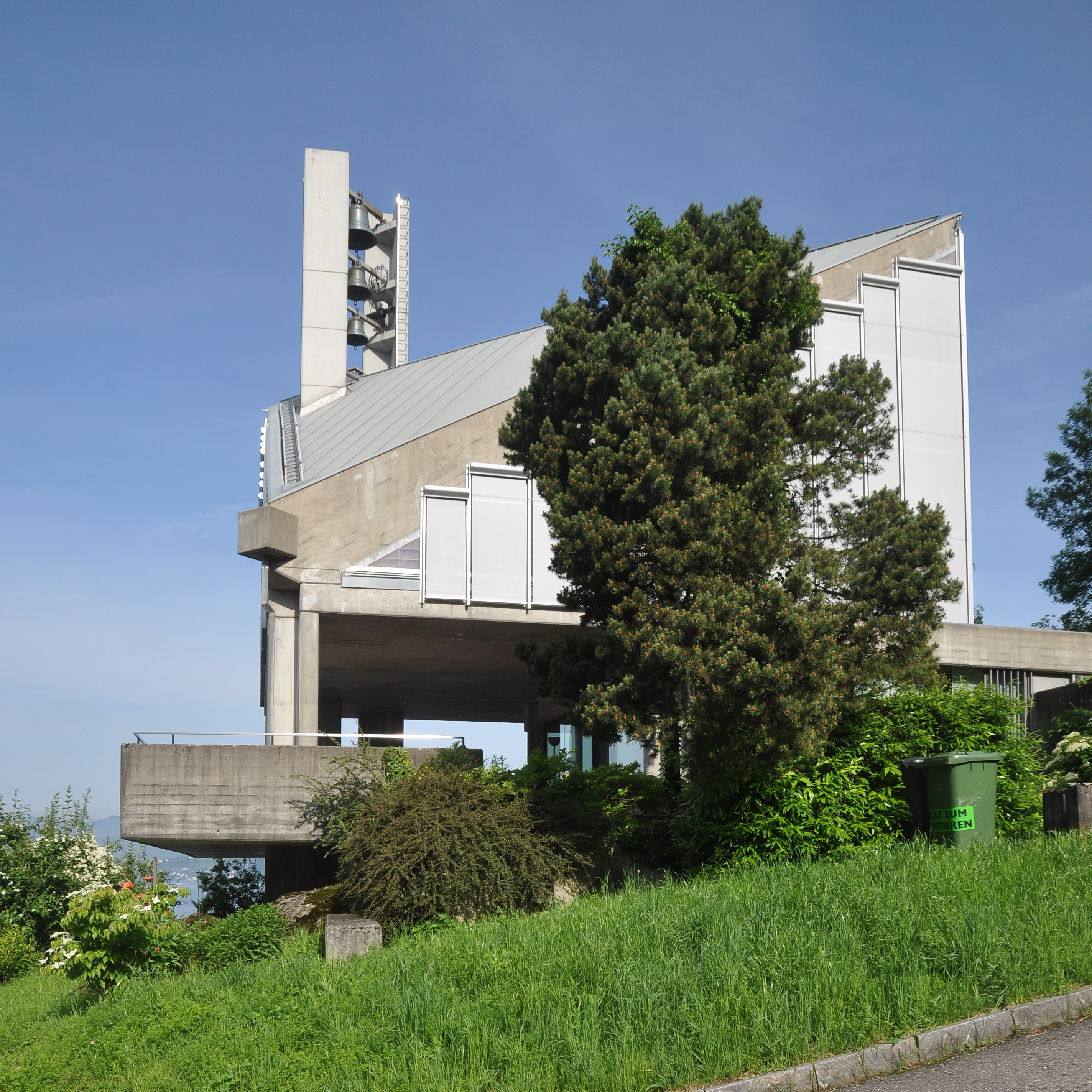
Seitenansicht

Der Entwurf von Hans-Peter Ammann nimmt die topographische Situation auf: Er stellte das Grundrissquadrat beim Satteldach übereck und nahm mit der Diagonalen Bezug auf den Felsgrat des Zugerbergs. Eine Plattform, die von der Nordseite durch einen Zugangsweg erschlossen ist, schneidet das Terrain an und wird an der Seeseite von Pfeilern getragen. Sie dient als Vorplatz und kann für Open-Air-Gottesdienste genutzt werden. Von dieser mit einer niedrigen Mauer gefassten Terrasse hat man einen weiten Blick über den Zugersee auf die Rigi, die Berner Alpen und ins Mittelland.
Im Erdgeschoss befinden sich Gemeinderäume. Zum eigentlichen Kirchenraum führt eine Wendeltreppe empor. Er ruht auf einer kleineren quadratischen Bodenplatte mit einer Seitenlänge von 13 Metern. Sie überdeckt den Vorplatz zum Teil und scheint auf ihren Betonpfeilern über dem See zu schweben. Betritt man diesen Zentralraum, so ist die Westecke durch ein Betonpfeilerpaar akzentuiert, zwischen dem ein filigraner Orgelprospekt zu schweben scheint und vor dem der Abendmahlstisch steht. Ein Betonpfeilerpaar in der Ostecke durchstösst das Kirchendach und wird zum offenen Kirchturm. Seine drei Glocken sind weithin sichtbar und signalisieren, dass es sich um einen Sakralbau handelt. Für die Erbauungszeit ungewöhnlich ist, dass der Kirchenraum keine Fenster hat und durch die in Sandwichtechnik angeordneten «Wasiplatten» der Fassade ein diffuses Licht einfällt. Dadurch entsteht «eine für eine reformierte Kirche ungewöhnliche sakrale Atmosphäre der Introvertiertheit». Der Kirchenraum verzichtet somit darauf, die spektakuläre Aussicht über den See zu inszenieren und lenkt die Aufmerksamkeit nach innen. Ammann selbst schrieb dazu: «Diese isolierende und blendungsfreie Fassade wurde aufgrund eingehender Untersuchungen gewählt, weil damit die Idee einer lichtdurchfluteten, weltoffenen Kirche verwirklicht werden konnte. Anderseits wollten wir einen Raum, dessen heruntergehängtes, in massivem Hemlock verschaltes, beschützendes Holz-Dach jene Wärme, Geborgenheit und Intimität ausstrahlt, die wir von einer Kirche erwarten.»

## Orgel
Die Orgel der reformierten Kirche Walchwil stammt aus der Werkstatt der Firma Orgelbau Kuhn, Männedorf. Das erste, elektrisch gesteuerte Instrument aus dem Jahr 1964 wurde im Zuge der Gesamtrestaurierung des Kirchengebäudes durch einen Neubau ersetzt und am 3. Dezember 2000 geweiht. Der Orgelprospekt steht frei zwischen den Betonpfeilern, und der Spieltisch ist nur durch die filigrane Traktur mit dem Gehäuse verbunden. Das Schleifladeninstrument mit mechanischer Traktur und Registratur hat 8 klingende Register, die auf zwei Manuale und Pedal verteilt sind. Hinzu kommen zwei Vorabzüge und eine Transmission. Die Orgel hat folgende Disposition:
| I Hauptwerk C–f3 |                    |    |
| 1.               | Principal          | 8′ |
| 2.               | Rohrgedackt        | 8′ |
| 3.               | Octave             | 4′ |
|                  | Doublette (aus 4.) | 2′ |
| 4.               | Mixtur III         | 2′ |

| II Positiv C–g3 |                   |       |
| 5.              | Gedackt           | 8′    |
| 6.              | Rohrflöte         | 4′    |
|                 | Flautino (aus 7.) | 2′    |
| 7.              | Cornettino III    | 2 ⁄3′ |

| Pedal C–f1 |                  |     |
| 8.         | Subbass          | 16′ |
|            | Octavbass (= 1.) | 8′  |

- Koppeln:  II/I, I/P, II/P